# Incaspiza watkinsi
Az Incaspiza watkinsi a madarak osztályának verébalakúak (Passeriformes) rendjébe és a tangarafélék (Thraupidae) családjába tartozó faj.

## Rendszerezése
A fajt Frank Chapman amerikai ornitológus írta le 1925-ben.

## Előfordulása
Peru északnyugati részén, az Andok területén honos. Természetes élőhelyei a szubtrópusi és trópusi száraz cserjések. Állandó, nem vonuló faj.

## Megjelenése
Testhossza 13 centiméter.

## Életmódja
Egyedileg és párban, a talajon keresgéli táplálékát.

## Természetvédelmi helyzete
Az elterjedési területe kicsi és gyorsan csökken, egyedszáma szintén csökken. A Természetvédelmi Világszövetség Vörös listáján mérsékelten fenyegetett fajként szerepel.